# Loznica
Loznica (v srbské cyrilici Лозница) je město v severozápadní části centrálního Srbska poblíž hranice s Bosnou a Hercegovinou. Má necelých 20 tisíc obyvatel (2002 – 19 863; 2011 – 19 212). Součet počtu obyvatel ve městě a v okolních obcích, které jsou administrativně jeho součástí, činil v roce 2011 celkem 84 925 osob.
Administrativně je součástí Mačvanského okruhu a historicky jedním z center regionu Mačva, který ohraničuje ze severu řeka Sáva a ze západu řeka Drina. Samo město se nachází v blízkosti řeky Driny i hranice s Bosnou, na říčce Štira, které se do Driny vlévá.
Název Loznica zněl v původní podobě Lozica a označuje vinnou révu v srbském jazyce.

## Historie
V roce 1810 během prvního srbského povstání zde došlo k velkému střetnutí vojsk Karađorđeho proti jednotkám poslaným z území dnešní Bosny a Hercegoviny. V roce 1833 bylo město připojeno na základě hatišerifu tureckého sultána k Srbsku (spolu s šesti náchiemi, které se ocitly za řekou Drinou, oddělené od zbyktu tureckého území). Loznica se stala regionálním centrem (dokud ji nezastínil nedaleký Šabac) a centrem okruhu. Tehdy zde žilo 1200 lidí. V 80. letech 19. století zde byla postavena nemocnice a v závěru 19. století se zde v omezené míře rozvíjel průmysl. V první polovině 20. století získala Loznica železniční spojení prostřednictvím trati Ruma–Zvornik.
První světová válka město těžce a vážně zasáhla. Město bylo osvobozeno dne 2. listopadu 1918. V meziválečném období v Loznici žilo cca 5000 lidí.

## Administrativní dělení
Opština Loznica, která zahrnuje kromě města dalších 53 sídel (většinou vesnic) měla v roce 2002 celkem 86 413 obyvatel.

## Kultura a zajímavosti
Blízko Loznice se nachází lokalita Tršić, která je spojená s životem srbského reformátora, Vuka Stefanoviće Karadžiće. Po něm je také pojmenován místní dům kultury. Městská galerie zase nese název po Miću Katićovi. V centru města stojí také muzeum regionu Jadar, které je umístěno v historické budově.

## Doprava
Město má železniční spojení (trať Ruma–Zvornik). Ve stejném směru prochází i hlavní tah pro silniční dopravu (silnice č. M-18), který slouží také pro spojení Bělehradu s Bosnou a Hercegovinou. Výhledově má být do Loznice vedena rychlostní silnice, která by měla dále ze Srbska pokračovat na území Bosny a Hercegoviny.